# فرشته (فیلم ۱۹۹۱)
فرشته (به هندی: Farishtay) فیلمی محصول سال ۱۹۹۱ و به کارگردانی آنیل شارما است. در این فیلم بازیگرانی همچون درمندرا، وینود کانا، راجینیکانت، سری دوی، جایا پرادا، کولبوشان کارباندا، ای. کی. هانگال، بینا بانرجی، باب کریستو ایفای نقش کرده‌اند.